# 203823 Зданавичюс
203823 Зданавичюс (203823 Zdanavicius) — астероїд головного поясу, відкритий 5 жовтня 2002 року.
Тіссеранів параметр щодо Юпітера — 3,284.